# Lista de prefeitos eleitos no Piauí em 1976
Em 15 de novembro de 1976 foram realizadas eleições nos 114 municípios do Piauí, estado governado à época por Dirceu Arcoverde.

## Resultado final do pleito

### Prefeitos eleitos pela ARENA
O partido triunfou em 108 municípios, o equivalente a 97% do total.
| Bandeira              | Município                  | Prefeito eleito                                    | Partido | Nascido em              | UF    |
| --------------------- | -------------------------- | -------------------------------------------------- | ------- | ----------------------- | ----- |
| Bandeira desconhecida | Agricolândia               | João Marques Pereira                               | ARENA   |                         |       |
| Bandeira desconhecida | Água Branca                | José Ferreira Soares                               | ARENA   |                         |       |
| Bandeira desconhecida | Alto Longá                 | Martinho Vieira Gomes                              | ARENA   | Alto Longá              | Piauí |
| Altos                 | Altos                      | Felipe José Mendes Raulino                         | ARENA   |                         |       |
| Bandeira desconhecida | Amarante                   | Emília da Paixão Costa                             | ARENA   | Regeneração             | Piauí |
| Bandeira desconhecida | Angical do Piauí           | Ociano Ferreira Soares                             | ARENA   |                         |       |
| Bandeira desconhecida | Anísio de Abreu            | Abmerval Gomes Dias                                | ARENA   | Caracol                 | Piauí |
| Bandeira desconhecida | Antônio Almeida            | Luís Ferreira Magalhães                            | ARENA   |                         |       |
| Bandeira desconhecida | Aroazes                    | José Nonato da Costa                               | ARENA   |                         |       |
| Bandeira desconhecida | Arraial                    | Francisco Alvarenga da Rocha                       | ARENA   |                         |       |
| Bandeira desconhecida | Avelino Lopes              | Jacó Vitorino de Souza                             | ARENA   |                         |       |
| Bandeira desconhecida | Barras                     | Raimundo Alves de Sousa                            | ARENA   |                         |       |
| Bandeira desconhecida | Barreiras do Piauí         | Hugo Barreira Duailibe                             | ARENA   |                         |       |
| Bandeira desconhecida | Barro Duro                 | Francisco Lopes Batista                            | ARENA   |                         |       |
| Bandeira desconhecida | Batalha                    | Humberto Lopes Tabatinga                           | ARENA   |                         |       |
| Bandeira desconhecida | Beneditinos                | Florêncio Mendes da Silva                          | ARENA   |                         |       |
| Bandeira desconhecida | Bertolínia                 | Geraldo José da Fonseca                            | ARENA   |                         |       |
| Bandeira desconhecida | Bocaina                    | José Luiz de Barros                                | ARENA   | Picos                   | Piauí |
| Bom Jesus             | Bom Jesus                  | Adelmar Moreno Benvindo                            | ARENA   | Bom Jesus               | Piauí |
| Bandeira desconhecida | Buriti dos Lopes           | Antônio Ribeiro Tavares                            | ARENA   |                         |       |
| Bandeira desconhecida | Campinas do Piauí          | José Araújo Pinheiro                               | ARENA   |                         |       |
| Campo Maior           | Campo Maior                | José Olímpio da Paz                                | ARENA   |                         |       |
| Canto do Buriti       | Canto do Buriti            | Heli Carvalho Cronemberger                         | ARENA   |                         |       |
| Bandeira desconhecida | Capitão de Campos          | José Monte de Rezende                              | ARENA   |                         |       |
| Bandeira desconhecida | Caracol                    | Martinho Walter Rodrigues Figueiredo               | ARENA   | Caracol                 | Piauí |
| Bandeira desconhecida | Castelo do Piauí           | João da Cruz Belo                                  | ARENA   |                         |       |
| Cocal                 | Cocal                      | José Maria de Sousa Marques                        | ARENA   |                         |       |
| Bandeira desconhecida | Conceição do Canindé       | Gilvan José Gomes dos Passos                       | ARENA   |                         |       |
| Bandeira desconhecida | Corrente                   | Filemon José Francisco de Souza Nogueira Paranaguá | ARENA   |                         |       |
| Bandeira desconhecida | Cristalândia do Piauí      | Eliseu César Lustosa Messias                       | ARENA   |                         |       |
| Bandeira desconhecida | Cristino Castro            | Aírton Joaquim de Oliveira                         | ARENA   |                         |       |
| Bandeira desconhecida | Curimatá                   | João Ferreira Camelo                               | ARENA   |                         |       |
| Bandeira desconhecida | Demerval Lobão             | Ernesto Ribeiro dos Santos                         | ARENA   |                         |       |
| Bandeira desconhecida | Dom Expedito Lopes         | João Belarmino do Vale                             | ARENA   |                         |       |
| Bandeira desconhecida | Elesbão Veloso             | Francisco José Portela Moura                       | ARENA   | Elesbão Veloso          | Piauí |
| Bandeira desconhecida | Eliseu Martins             | Raimundo Brito de Araújo                           | ARENA   |                         |       |
| Bandeira desconhecida | Esperantina                | Francisco das Chagas Rebelo                        | ARENA   |                         |       |
| Bandeira desconhecida | Flores do Piauí            | Cassiano Rodrigues de Barros                       | ARENA   |                         |       |
| Floriano              | Floriano                   | Adelmar Pereira da Silva                           | ARENA   | Floriano                | Piauí |
| Bandeira desconhecida | Francinópolis              | Antônio Coimbra Filho                              | ARENA   |                         |       |
|                       | Francisco Ayres            | Luiz Gonzaga Nunes                                 | ARENA   |                         |       |
| Bandeira desconhecida | Francisco Santos           | Elpídio Arlindo Lima                               | ARENA   | Francisco Santos        | Piauí |
| Bandeira desconhecida | Fronteiras                 | José Pedro Sobreira                                | ARENA   |                         |       |
| Bandeira desconhecida | Gilbués                    | Deusdeth Gabriel Mascarenhas                       | ARENA   |                         |       |
| Bandeira desconhecida | Hugo Napoleão              | Manoel de Paula Leal                               | ARENA   |                         |       |
| Bandeira desconhecida | Inhuma                     | João Ferreira Gonçalves                            | ARENA   | Inhuma                  | Piauí |
| Bandeira desconhecida | Ipiranga do Piauí          | Luiz Cortez Rufino                                 | ARENA   |                         |       |
| Bandeira desconhecida | Isaías Coelho              | Lauro Coelho Ferreira                              | ARENA   |                         |       |
| Bandeira desconhecida | Itainópolis                | Francisco de Assis Ulisses Sampaio                 | ARENA   |                         |       |
| Itaueira              | Itaueira                   | Juarez Avelino Leitão                              | ARENA   |                         |       |
| Bandeira desconhecida | Jerumenha                  | João Martins da Costa e Silva                      | ARENA   |                         |       |
| Bandeira desconhecida | Joaquim Pires              | Antônio da Silva Ramos                             | ARENA   | Joaquim Pires           | Piauí |
| Bandeira desconhecida | José de Freitas            | Onofre Felinto Filho                               | ARENA   |                         |       |
| Bandeira desconhecida | Landri Sales               | Miguel Alves de Lima                               | ARENA   |                         |       |
| Bandeira desconhecida | Luís Correia               | José Paixão de Araújo                              | ARENA   | Luís Correia            | Piauí |
| Luzilândia            | Luzilândia                 | Raimundo Nonato Marques                            | ARENA   | Luzilândia              | Piauí |
| Bandeira desconhecida | Manoel Emídio              | José Leal Moreira                                  | ARENA   |                         |       |
| Bandeira desconhecida | Marcos Parente             | Manoel Emídio de Oliveira                          | ARENA   | Guadalupe               | Piauí |
| Bandeira desconhecida | Matias Olímpio             | José Vaz de Aguiar                                 | ARENA   |                         |       |
| Bandeira desconhecida | Miguel Alves               | Jesus Rebelo do Rego                               | ARENA   |                         |       |
| Bandeira desconhecida | Miguel Leão                | Edna Maria Santos de Arêa Leão                     | ARENA   |                         |       |
| Monsenhor Gil         | Monsenhor Gil              | Julimar Pereira dos Santos                         | ARENA   |                         |       |
| Bandeira desconhecida | Monsenhor Hipólito         | Manoel Alves Bezerra                               | ARENA   | Monsenhor Hipólito      | Piauí |
| Bandeira desconhecida | Monte Alegre do Piauí      | Abílio Alves da Rocha                              | ARENA   |                         |       |
| Bandeira desconhecida | Nazaré do Piauí            | Antônio José dos Santos                            | ARENA   |                         |       |
| Bandeira desconhecida | Nossa Senhora dos Remédios | Deusa Castelo Branco Rocha                         | ARENA   |                         |       |
| Bandeira desconhecida | Novo Oriente do Piauí      | Cláudio Rufino da Silva                            | ARENA   |                         |       |
| Oeiras                | Oeiras                     | Pedro Valdemar de Reis Freitas                     | ARENA   |                         |       |
| Bandeira desconhecida | Padre Marcos               | Vítor Antônio de Macedo                            | ARENA   |                         |       |
| Bandeira desconhecida | Paes Landim                | Raimundo Moraes de Moura                           | ARENA   |                         |       |
| Bandeira desconhecida | Palmeira do Piauí          | Valdemar Lemos da Luz                              | ARENA   |                         |       |
| Palmeirais            | Palmeirais                 | Sebastião Soares Ribeiro                           | ARENA   |                         |       |
| Bandeira desconhecida | Parnaguá                   | Benjamin Lustosa Nogueira de Araújo                | ARENA   |                         |       |
| Bandeira desconhecida | Paulistana                 | Miguel Arcanjo Cavalcante                          | ARENA   |                         |       |
| Bandeira desconhecida | Pedro II                   | Francisco Barros de Sousa                          | ARENA   |                         |       |
| Bandeira desconhecida | Pimenteiras                | Benedito Gentil Dantas                             | ARENA   |                         |       |
| Pio IX                | Pio IX                     | Fausto Maia Arrais                                 | ARENA   |                         |       |
| Piracuruca            | Piracuruca                 | Franklin de Andrade Fontenele                      | ARENA   |                         |       |
| Piripiri              | Piripiri                   | Jônatas Melo                                       | ARENA   |                         |       |
| Bandeira desconhecida | Porto                      | Francisco Abraão Gomes de Oliveira                 | ARENA   | Groaíras                | Ceará |
| Bandeira desconhecida | Prata do Piauí             | Antônio Maria da Silva                             | ARENA   | Alto Longá              | Piauí |
| Bandeira desconhecida | Redenção do Gurgueia       | Aristenes Fernandes da Fonseca                     | ARENA   |                         |       |
| Bandeira desconhecida | Regeneração                | Euclides Caminha da Cruz                           | ARENA   |                         |       |
| Bandeira desconhecida | Ribeiro Gonçalves          | João Henrique de Holanda                           | ARENA   |                         |       |
| Bandeira desconhecida | Rio Grande do Piauí        | Leônidas do Vale Feitosa                           | ARENA   |                         |       |
| Bandeira desconhecida | Santa Cruz do Piauí        | Antenor Rodrigues de Sousa Martins                 | ARENA   |                         |       |
| Bandeira desconhecida | Santa Filomena             | Antônio Luís Avelino                               | ARENA   |                         |       |
| Bandeira desconhecida | Santa Luz                  | Nestor de Araújo Pinheiro                          | ARENA   |                         |       |
| Bandeira desconhecida | Santo Antônio de Lisboa    | Luiz Gonzaga Batista                               | ARENA   | Santo Antônio de Lisboa | Piauí |
| Bandeira desconhecida | Santo Inácio do Piauí      | Antônio Rodrigues Nogueira                         | ARENA   |                         |       |
| Bandeira desconhecida | São Félix do Piauí         | José Ribamar Moura Vale                            | ARENA   |                         |       |
| Bandeira desconhecida | São Francisco do Piauí     | Martinho Mendes de Carvalho                        | ARENA   |                         |       |
| Bandeira desconhecida | São Gonçalo do Piauí       | Francisco Barbosa Ribeiro                          | ARENA   |                         |       |
| Bandeira desconhecida | São João da Serra          | Francisca das Chagas Rocha                         | ARENA   |                         |       |
| Bandeira desconhecida | São João do Piauí          | José Paulo de Sousa                                | ARENA   | São João do Piauí       | Piauí |
| Bandeira desconhecida | São José do Peixe          | Joaquim Ribeiro Gonçalves                          | ARENA   |                         |       |
| Bandeira desconhecida | São José do Piauí          | Antônio João Bezerra                               | ARENA   |                         |       |
| Bandeira desconhecida | São Julião                 | Otacílio Bezerra de Alencar                        | ARENA   |                         |       |
| Bandeira desconhecida | São Miguel do Tapuio       | Nilo Campelo de Matos                              | ARENA   |                         |       |
| Bandeira desconhecida | São Pedro do Piauí         | Cantidiano Ferreira Soares                         | ARENA   |                         |       |
| São Raimundo Nonato   | São Raimundo Nonato        | Pedro Macário de Castro                            | ARENA   |                         |       |
| Bandeira desconhecida | Simões                     | José Antônio Lopes                                 | ARENA   |                         |       |
| Bandeira desconhecida | Simplício Mendes           | Joaquim Araújo de Moura                            | ARENA   |                         |       |
| Bandeira desconhecida | Socorro do Piauí           | Casimiro Mariano dos Santos                        | ARENA   |                         |       |
| Bandeira desconhecida | União                      | João de Araújo Borges                              | ARENA   |                         |       |
| Bandeira desconhecida | Uruçuí                     | José Cavalcante Filho                              | ARENA   |                         |       |
| Bandeira desconhecida | Valença do Piauí           | Nemésio Veloso Martins de Castro                   | ARENA   |                         |       |
| Bandeira desconhecida | Várzea Grande              | Francisco Guedes de Sousa                          | ARENA   |                         |       |

### Prefeitos eleitos pelo MDB
O partido triunfou em 04 municípios, o equivalente a 3% do total.
| Bandeira              | Município       | Prefeito eleito                | Partido | Nascido em | UF    |
| --------------------- | --------------- | ------------------------------ | ------- | ---------- | ----- |
| Bandeira desconhecida | Domingos Mourão | Antônio de Melo Brito          | MDB     |            |       |
| Jaicós                | Jaicós          | José Nicolau de Sousa          | MDB     |            |       |
| Parnaíba              | Parnaíba        | João Batista Ferreira da Silva | MDB     |            |       |
| Picos                 | Picos           | Severo Maria Eulálio           | MDB     | Picos      | Piauí |

### Prefeitos nomeados
| Bandeira          | Município | Prefeito nomeado             | Partido | Nascido em | UF    |
| ----------------- | --------- | ---------------------------- | ------- | ---------- | ----- |
| Guadalupe (Piauí) | Guadalupe | Júlio César de Carvalho Lima | ARENA   | Guadalupe  | Piauí |
| Teresina          | Teresina  | Raimundo Wall Ferraz         | ARENA   | Teresina   | Piauí |